# Prehistoric Isle 2
Prehistoric Isle 2 est un jeu vidéo de type shoot 'em up développé par Yumekobo et édité par SNK en 1999 sur Neo-Geo MVS (NGM 255),,.

## Série
1. Prehistoric Isle in 1930
2. Prehistoric Isle 2